# Prorok
Termin „prorok” jest kalką greckiego  προφήτης (prophḗtēs, „rzecznika”, „adwokata”) używanego w kontekście religijnym, które z kolei jest tłumaczeniem hebrajskiego słowa „nabi”, oznaczającego osobę przemawiającą w imieniu Boga. Wśród mów proroków pojawiały się m.in. zapowiedzi Sądu Ostatecznego, który poprzedzi seria wydarzeń. Z tego powodu słowo „prorok” zaczęło być z czasem utożsamiane z „przepowiadaczem przyszłości” i obecnie jest potocznie utożsamiane z „jasnowidzem” lub „wróżbitą”.
W religiach abrahamowych prorokiem jest osoba będąca w kontakcie z Bogiem, której zadaniem jest przede wszystkim objawiać wolę Bożą wobec ludzi, również zapowiadać nadejście Mesjasza lub przewidywać przyszłe wydarzenia. Nierzadko prorok jest jednocześnie założycielem jakiejś religii. W każdej jednak jego rola i znaczenie są nieco inne.

## Prorocy wBiblii

### Stary Testament– Biblia hebrajska
Biblia hebrajska definiuje proroków jako wysłanników Boga.
- Mojżesz

#### Prorocy więksi
- Izajasz
- Jeremiasz
- Ezechiel
- Daniel

#### Prorocy mniejsi
- Ozeasz
- Joel
- Amos
- Abdiasz
- Jonasz
- Micheasz
- Nahum
- Habakuk
- Sofoniasz
- Aggeusz
- Zachariasz
- Malachiasz

#### Pozostali prorocy
- Abraham – pierwsza osoba w Starym Testamencie nazwana słowem „prorok” – נָבִיא (navi)
- Samuel
- Gad
- Natan
- Achiasz
- Jehu
- Eliasz
- Elizeusz
- Micheasz
- Hiob
- Henoch (rzekomy autor apokryficznej Księgi Henocha)

#### Prorokinie
- Miriam – siostra Mojżesza i Aarona
- Debora – prorokini Izraelitów a zarazem jedyna kobieta-Sędzia w Izraelu.
- Chulda
- Anna – prorokini, uczestniczka ofiarowania Jezusa w świątyni[4].

### Nowy Testament
- Jan Chrzciciel[5]
- Apostoł Paweł
- Apostoł Jan
- Agabos

## Prorocy w protestantyzmie

### Prorocy wkalwinizmie afrykanerskim
- Siener van Rensburg

### Prorocy wadwentyzmie dnia siódmego

#### Wspólni prorocy
- William Ellis Foy
- Hazen Foss
- Ellen G. White

#### Prorokini Zreformowanego Kościoła Adwentystów Dnia Siódmego
- Margaret Rowen

## Prorocy w mormonizmie

### Prorocy w Ruchu Świętych w Dniach Ostatnich
U mormonów prorokiem nazywany jest każdy kolejny prezydent Kościoła, począwszy od Josepha Smitha.

### ProrocyKościoła Jezusa Chrystusa Świętych w Dniach Ostatnich
- Brigham Young
- John Taylor
- Wilford Woodruff
- Lorenzo Snow
- Joseph F. Smith
- Heber J. Grant
- George Albert Smith
- David O. McKay
- Joseph Fielding Smith
- Harold B. Lee
- Spencer W. Kimball
- Ezra Taft Benson
- Howard W. Hunter
- Gordon B. Hinckley

### ProrocySpołeczności Chrystusa
- Joseph Smith III
- Frederick M. Smith
- Israel A. Smith
- W. Wallace Smith
- Wallace B. Smith
- W. Grant McMurray
- Stephen M. Veazey

## Prorocy wnowych ruchach religijnych

### Prorok wRodzinie
- David Berg

### Prorokini wŻyciu Uniwersalnym
- Gabriela Wittek

## Prorocyislamu
Koran uznaje za proroków 24 proroków biblijnych i jednego spoza Biblii – Mahometa. Do najważniejszych należą: Mahomet, Musa oraz Isa (Jezus z Nazaretu) jako jeden z pomniejszych.
Pełna lista proroków islamskich:
1. Adam
2. Idris (biblijny Henoch)
3. Nuh (biblijny Noe)
4. Hud
5. Saleh
6. Ibrahim (biblijny Abraham)
7. Lut (biblijny Lot)
8. Izmail (biblijny Izmael)
9. Ishak (biblijny Izaak)
10. Jakub
11. Jusuf (biblijny Józef)
12. Ajub (biblijny Hiob)
13. Szoaib (biblijny Jetro)
14. Musa (biblijny Mojżesz)
15. Harun (biblijny Aaron)
16. Dhul-Kihl (prawdopodobnie biblijny Ezechiel)
17. Dawud (biblijny Dawid)
18. Sulejman (biblijny Salomon)
19. Iljas (biblijny Eliasz)
20. Al-Jasa (biblijny Elizeusz)
21. Junus (biblijny Jonasz)
22. Zakarijja (biblijny Zachariasz)
23. Jahja (biblijny Jan Chrzciciel)
24. Isa ibn Mariam (biblijny Jezus, syn Marii)
25. Mahomet

## Prorokzaratusztrianizmu
- Zaratusztra

## Prorocysikhizmu
W sikhizmie pojęcie proroka nie istnieje. Jednak sikhowie mają podobne pojęcie – guru. Było dziesięciu Wielkich Guru, jednak nie wszystkie szkoły sikhizmu uznają każdego z nich (zwłaszcza tych ostatnich). Wspólny wszystkim jest tylko jeden – Guru Nanak.

## Krytyka

### Ateizm
Krytykę proroków i proroctw przeprowadził  w dziele Testament ksiądz katolicki Jean Meslier.